# Tamara Haggerty
Tamara Haggerty (* 29. April 1996 in Haarlem, Niederlande) ist eine niederländische Handballspielerin, die für den dänischen Erstligisten Horsens HK aufläuft.

## Vereinskarriere
Haggerty begann das Handballspielen beim Verein DSO aus Vijfhuizen. Den überwiegenden Teil ihrer Jugend spielte sie jedoch bei VOC Amsterdam. Ab 2013 lief die Kreisläuferin für Westfriesland SEW auf, von wo aus sie zwei Jahre später zum Ligakonkurrenten HV Quintus wechselte. Ab der Saison 2016/17 stand sie beim deutschen Bundesligisten HSG Bad Wildungen unter Vertrag. Für die HSG Bad Wildungen warf sie insgesamt 109 Bundesligatore in zwei Spielzeiten. Ab 2018 ging sie für den Bundesligisten TuS Metzingen auf Torejagd. Im Sommer 2021 wechselte sie zum schwedischen Erstligisten IK Sävehof. Mit Sävehof gewann sie 2022 die schwedische Meisterschaft. Zur Spielzeit 2022/23 unterschrieb sie einen Zwei-Jahres-Vertrag beim dänischen Verein Horsens HK. Im Sommer 2023 verließ Haggerty vorzeitig den Verein und schloss sich dem ungarischen Erstligisten Debreceni Vasutas SC an. Ab der Saison 2025/26 wird sie beim rumänischen Erstligisten CSM Corona Brașov unter Vertrag stehen.

## Auswahlmannschaften
Haggerty lief für die niederländische Juniorinnennationalmannschaft auf. Am 31. Mai 2019 bestritt sie gegen Russland ihr Debüt für die niederländische A-Nationalmannschaft. Sie nahm mit den Niederlanden an der Weltmeisterschaft 2023 teil und schloss das Turnier auf dem fünften Platz ab. Haggerty warf im Turnierverlauf vier Tore. Auch bei den Olympischen Spielen 2024 lief sie für die niederländische Auswahl auf.